# Караагаджы
Караагаджы (азерб. Qaraağacı) — село в Тертерском районе Азербайджана.

## География
Расположено к юго-востоку от районного центра города Тертер).

## Население
По данным издания «Административное деление АССР», подготовленного в 1933 году Управлением народно-хозяйственного учёта Азербайджанской ССР (АзНХУ), по состоянию на 1 января 1933 года в селе Карагачы входившем в Капанлинский сельсовет Бардинского района Азербайджанской ССР имелось 73 хозяйства, в которых проживало 326 человек, из них 174 являлись мужчинами и 152 женщинами. Национальный состав всего Капанлинского сельсовета (сёла Чирахлы, Эскипарлы, Гамидбейли, Имарет-Каравелли, Капанлы, Карадаглы ) состоял на 100 % из азербайджанцев (указаны как «тюрки»).